# Хізрієв Анзор Русланович
Анзор Русланович Хізрієв (рос. Анзор Русланович Хизриев; нар. 15 березня 1994, Чечня) — російський борець вільного стилю, бронзовий призер чемпіонату Європи, чемпіон Європейських ігор, срібний призер Кубкк світу. Майстер спорту міжнародного класу з вільної боротьби.

## Життєпис
Народився в Чечні, але в п'ять років через війну переїхав до Санкт-Петербурга, де й почав займатися боротьбою. Після десятого класу Анзор пішов зі спорту, вирішивши зосередитись на навчанні. Закінчив медичну академію за спеціальністю хірургії. Його батько та молодші брати теж борці. Повернутися у боротьбу спонукав брат Зелімхан, який молодший за Анзора на п'ять років. Зелімхан виступає у тій же ваговій категорії, що й старший брат. Через це братам іноді доводиться боротися на змаганнях один проти одного. Зелімхан — володар Кубку світу в команді, бронзовий призер чемпіонату Росії та бронзовий призер чемпіонату Європи серед юніорів.
Чемпіон Росії (2017, 2018). Бронзовий призер чемпіонатів Росії (2016, 2020).
Тренери — Р. Ш. Магомедов, М. Б. Андрєєв. Виступає за ШВСМ (Санкт-Петербург).
У збірній команді Росії з 2014 року.

## Спортивні результати на міжнародних змаганнях

### Виступи на Чемпіонатах світу
| Змагання                        | Збірна | Вагова категорія           | Місце |
| ------------------------------- | ------ | -------------------------- | ----- |
| Чемпіонат світу з боротьби 2017 | Росія  | вільна боротьба, до 125 кг | 5     |
| Чемпіонат світу з боротьби 2018 | Росія  | вільна боротьба, до 125 кг | 5     |

### Виступи на Чемпіонатах Європи
| Змагання                         | Збірна | Вагова категорія           | Місце  |
| -------------------------------- | ------ | -------------------------- | ------ |
| Чемпіонат Європи з боротьби 2019 | Росія  | вільна боротьба, до 125 кг | Бронза |

### Виступи на Європейських іграх
| Змагання              | Збірна | Вагова категорія           | Місце  |
| --------------------- | ------ | -------------------------- | ------ |
| Європейські ігри 2019 | Росія  | вільна боротьба, до 125 кг | Золото |

### Виступи на Кубках світу
| Змагання                    | Збірна | Вагова категорія           | Місце  |
| --------------------------- | ------ | -------------------------- | ------ |
| Кубок світу з боротьби 2014 | Росія  | вільна боротьба, до 125 кг | Срібло |

### Виступи на інших змаганнях
| Змагання                                   | Збірна | Вагова категорія                 | Місце  |
| ------------------------------------------ | ------ | -------------------------------- | ------ |
| Гран-прі «Іван Яригін» 2014                | Росія  | вільна боротьба, до 125 кг       | Срібло |
| Турнір Алі Алієва 2014                     | Росія  | вільна боротьба, до 125 кг       | 8      |
| Гран-прі «Іван Яригін» 2015                | Росія  | вільна боротьба, до 125 кг       | 7      |
| Турнір Алі Алієва 2015                     | Росія  | вільна боротьба, до 125 кг       | 14     |
| Інтерконтінентальний кубок з боротьби 2015 | Росія  | вільна боротьба, до 125 кг       | Золото |
| Гран-прі «Іван Яригін» 2016                | Росія  | вільна боротьба, до 125 кг       | Бронза |
| Турнір Олександра Медведя 2016             | Росія  | вільна боротьба, до 125 кг       | 10     |
| Чемпіонат Росії з боротьби 2016            | Росія  | вільна боротьба, до 125 кг       | Бронза |
| Інтерконтінентальний кубок з боротьби 2016 | Росія  | вільна боротьба, до 125 кг       | 5      |
| Гран-прі «Іван Яригін» 2017                | Росія  | вільна боротьба, до 125 кг       | 12     |
| Чемпіонат Росії з боротьби 2017            | Росія  | вільна боротьба, до 125 кг       | Золото |
| Кубок Ахмата Кадирова 2017                 | Росія  | вільна боротьба, до Teamevent кг | Золото |
| Гран-прі «Іван Яригін» 2018                | Росія  | вільна боротьба, до 125 кг       | Срібло |
| Чемпіонат Росії з боротьби 2018            | Росія  | вільна боротьба, до 125 кг       | Золото |
| Відкритий чемпіонат Польщі з боротьби 2018 | Росія  | вільна боротьба, до 125 кг       | Золото |
| Кубок Ахмата Кадирова 2018                 | Росія  | команда                          | Золото |
| Гран-прі «Іван Яригін» 2019                | Росія  | вільна боротьба, до 125 кг       | Золото |
| Чемпіонат Росії з боротьби 2020            | Росія  | вільна боротьба, до 125 кг       | Бронза |